# Agave manantlanicola
Agave manantlanicola ist eine Pflanzenart aus der Gattung der Agaven (Agave). Das Artepitheton manantlanicola verweist auf das Vorkommen der Art in der Sierra de Manantlán.

## Beschreibung

### Vegetative Merkmale
Agave manantlanicola ist eine ausdauernde Pflanze, die bis zu zehn Ausläufer bildet. Der mit dem Alter in der Regel niederliegende Stamm ist 50 bis 90 Zentimeter lang und 20 bis 25 Zentimeter dick. Die offene Blattrosette erreicht im Alter eine Höhe von bis zu 1 Meter und einen Durchmesser von bis zu 1,8 Meter. Sie besteht aus 50 bis 60 grünen und 30 bis 70 trockenen, zurückgebogenen Laubblättern. Ihre längliche, linealische, häufig sichelförmige, rinnige Blattspreite ist 45 bis 76 Zentimeter lang, 6 bis 13 Zentimeter breit und an ihrer Basis 5 Zentimeter dick. Die Blätter sind glauk oder an der Basis gelblich grün und werden bei der Anthese rötlich. Der rötlich braune, rinnige, herablaufende Enddorn ist 3 bis 4,5 Zentimeter lang. Der hornige Blattrand ist ununterbrochen und messerscharf.

### Blütenstände und Blüten
Der Blütenstand ist 3 bis 5 Meter hoch. Der blütentragende Teil beginnt nach einem Drittel oder mehr. Der rote bis rötlich braune Blütenstandsstiel weist an seiner Basis einen Durchmesser von 10 bis 12 Zentimeter auf. Die Brakteen am Blütenstandsstiel werden mit dem Alter zurückgebogen. Basale Brakteen sind eiförmig-linealisch. Sie sind einschließlich des Dorns 7,8 bis 10,7 Zentimeter lang und an ihrer Basis 1,6 bis 3 Zentimeter breit. Der linealische, rötlich braune Dorn weist eine Länge von 2,2 bis 2,5 Zentimeter auf und ist an seiner Basis 3 bis 4,5 Millimeter breit. Die rötlichen, eiförmigen, geschwänzt-langzugespitzen floralen Brakteen sind 4 bis 5 Zentimeter lang und 5 bis 7 Millimeter breit. Die paarweisen Blüten sind 39 bis 48 Millimeter lang und stehen an 1 bis 2 Millimeter langen Blütenstielen. Die länglichen, kapuzenförmigen, innen gelbgrünen Perigonblätter weisen eine Länge von 15 bis 22 Millimeter auf und sind 2,5 bis 6,5 Millimeter breit. Die inneren Perigonblätter besitzen weiße Ränder und sind in der Regel 2 bis 3 Millimeter breiter als die äußeren Perigonblätter. Die Blütenröhre ist 2 bis 6,5 Millimeter lang. Es sind sechs, gelegentlich sieben Staubblätter vorhanden. Die leicht exzentrischen Staubfäden sind an der Basis der Perigonblätter angeheftet und 16 bis 19 Millimeter lang. Der zylindrische, gestreifte, gelbgrüne Fruchtknoten ist 18 bis 22 Millimeter lang und 5 bis 8 Millimeter breit. Der 30 bis 42 Millimeter lange und 1,7 bis 2,1 Millimeter breite Griffel ist zylindrisch und hohl. Die dreilappigen Narben sind an ihre Spitze bärtig. Perigonblätter, Staubfäden, Staubbeutel und Griffel besitzen rötliche Spitzen.
Die Blütezeit reicht von Juni bis August.

### Früchte und Samen
Die länglichen, dreieckigen, kurz bespitzten Kapselfrüchte sind ausdauernd und stehen an 3 bis 7 Millimeter langen und 4 bis 5 Millimeter breiten Stielen. Sie weisen eine Länge von 24 bis 34 Millimeter (selten ab 20 Millimeter) auf und sind 16 bis 18 Millimeter (selten ab 13 Millimeter) breit. Die Früchte enthalten halbkreisförmige, gelegentlich elliptische, am Rand leicht geflügelte, leuchtend schwarze Samen von 5 bis 6 Millimeter Länge und 3,3 bis 4 Millimeter Breite.
Die Früchte sind von August bis Oktober reif.

## Systematik und Verbreitung
Agave manantlanicola ist im mexikanischen Bundesstaat Jalisco im Biosphärenreservat Sierra de Manantlán in Höhen von 2640 bis 2865 Metern verbreitet. Sie wächst auf fast vertikalen vulkanischen Felsklippen und gelegentlich auf Klippenspitzen in einem Gebiet in dem sich während der von Mai bis Oktober andauernden Regenzeit während des Tages der Nebel ständig bewegt.
Agave manantlanicola ist unter anderem mit Pinus durangensis, Pinus devoniana, Stevia lucida, Arbutus xalapensis, Arbutus occidentalis, Comarostaphylis discolor subsp. manantlanensis, Muhlenbergia dumosa, Muhlenbergia macroura, Echeveria-Arten, Govenia purpusii, Quercus laurina, Quercus crassifolia, Satureja macrostema var. laevigata,  Castilleja albobarbata, Salix paradoxa, Heuchera longipetala, Abies religiosa und Agave inaequidens vergesellschaftet.
Die Erstbeschreibung von Ramón Cuevas Guzmán und Francisco J. Santana-Michel wurde 2012 veröffentlicht. Die Art gehört in die Untergattung Littaea und wird dort der Amolae-Gruppe zugeordnet. Sie ist nahe mit Agave attenuata subsp. attenuata, Agave attenuata subsp. dentata, Agave bakeri und Agave vazquezgarciae aus der Amolae-Gruppe sowie Agave chazaroi aus der Marginatae-Gruppe  verwandt.

## Gefährdung
Agave manantlanicola erfüllt die Kriterien, um in der Roten Liste gefährdeter Arten der IUCN als „Endangered (EN)“, d. h. stark gefährdet, eingestuft zu werden.